# 掛川自動車学校
株式会社掛川自動車学校（かけがわじどうしゃがっこう）は、静岡県掛川市に本社を置く静岡県公安委員会指定自動車教習所の掛川自動車学校（別名、交通安全教育センター掛川）と都道府県労働局長登録教習機関・掛川クレーン学校を運営する企業。

## 沿革
- 1963年（昭和38年） - 株式会社掛川自動車学校を設立。
- 1979年（昭和54年） - 合宿教習を開始。
- 1983年（昭和58年） - 二輪専用コースを新設し、普通自動二輪（当時：中型限定二輪）の教習を開始。
- 1989年（昭和64年） - 大型特殊教習を開始。
- 1991年（平成3年） - 掛川クレーン学校を新設。
- 1996年（平成8年） - けん引教習を開始。
- 1997年（平成9年） - 大型自動二輪教習を開始。
- 2003年（平成15年） - 普通二種教習を開始。
- 2007年（平成19年） - 中型自動車教習を開始[1]。

## 掛川自動車学校

### 取得できる免許
- 大型自動車
- 中型自動車
- 普通自動車
- 普通自動車二種
- 大型特殊自動車
- けん引
- 大型自動二輪車
- 普通自動二輪車
- 普通自動二輪車（小型限定）[2]

## 掛川クレーン学校

### 取得できる資格
- クレーン（床上操作式・小型移動式）
- 玉掛作業
- 高所作業車
- フォークリフト
- ショベルローダ等
- 車両系建設機械
- ガス溶接
- 安全衛生教育（職長・安全衛生責任者教育、刈払機取扱作業者安全衛生教育）[3]

## アクセス
- 天竜浜名湖鉄道西掛川駅から徒歩9分

## 関連会社
- 株式会社掛川スイミングスクール
  - フィットネスクラブ ケイ・フィット
- 株式会社シティープランニング
  - ホテル バジェットイン掛川 - 合宿所としても利用されている。
  - デイサービスセンター、ショートステイ 心楽
- 株式会社ケーシー
- 株式会社オートフレンド
- 医療法人社団学修会